# ليندون ودسايد
ليندون ودسايد (بالإنجليزية: Lyndon Woodside)‏ هو موزع أمريكي، ولد في 23 مارس 1935، وتوفي في 23 أغسطس 2005 بسبب ذات الرئة.